# Nghệ An ký
Nghệ An ký (乂安記, Ghi chép về xứ Nghệ An) là một bộ sách địa chí có tiếng của Việt Nam, do Hoàng giáp Bùi Dương Lịch (1757 – 1828) biên soạn ở đầu thế kỷ 19. Đây là bộ sách được biên soạn công phu, phản ánh khá đầy đủ về lịch sử, núi sông, nhân vật, thơ văn…của đất nước và con người ở trấn Nghệ An (nay là hai tỉnh Nghệ An và Hà Tĩnh), được giới nghiên cứu (như Hoàng Xuân Hãn, Trần Văn Giáp, Émile Gaspardone) đánh giá cao, chủ yếu về phương pháp biên soạn nghiêm túc, về nguồn sử liệu dồi dào và độc đáo .

## Lai lịch
Không biết chính xác năm khởi soạn và hoàn thành Nghệ An ký, chỉ biết sách này được Bùi Dương Lịch viết sau khi ông đã viết Nghệ An phong thổ ký(乂安風土記) và Nghệ An chí(乂安誌), và được khắc in vào khoảng đời Tự Đức (ở ngôi: 1847-1883), tức sau khi tác giả đã mất (1828).
Theo bài Tựa Nghệ An phong thổ ký (không đề tên tác giả), thì sách này được làm ra sau khi Ngô Nhân Tĩnh đến làm quan ở trấn Nghệ An (năm 1831, vua Minh Mệnh chia trấn này thành 2 tỉnh là Nghệ An và Hà Tĩnh). Trích bài Tựa:
"Mùa xuân năm Tân Mùi (1811), có Hữu Tham tri bộ Binh là Nhữ Sơn Ngô (Nhân Tĩnh) lĩnh chức Hiệp trấn Nghệ An, muốn biết phong thổ miền Nghệ An, bèn giở quyển "Hoan Châu phong thổ thoại" của ông Trần (Trần Lâm) ra xem và cho đó chỉ là câu chuyện của một thời, mới sai Bùi Dương Lịch soạn Nghệ An phong thổ ký". "
Về nội dung, Nghệ An phong thổ ký do nhiều người viết, Bùi Dương Lịch làm Chủ biên, nhằm giới thiệu một số thắng tích nổi tiếng của xứ này.
Gần đây, Viện nghiên cứu Hán Nôm (Hà Nội) có tìm được một quyển sách nhỏ nhan đề là Nghệ An chí, gồm hai quyển Giáp và Ất. Sách chép tay, đã rách nát mấy tờ đầu và mấy tờ cuối, không có tựa, bạt và mục lục. Tờ đầu, dưới tên sách có đề: "Bùi Hoàng giáp tiên sinh trứ" (có nghĩa Hoàng giáp Bùi [Dương Lịch] soạn). Nội dung sách gồm 3 phần:
1. Địa chí: viết về biên giới và núi.
2. Thủy chí: viết về sông, suối, khe, hồ, cửa biển.
3. Nhân chí: viết về 54 văn nhân và võ nhân.

So với Nghệ An phong thổ ký, thì sách này chép kỹ hơn. Tuy nhiên, so với Nghệ An ký sau này, thì nó hãy còn giản lược. Vì vậy có thể nói Nghệ An chí được họ Bùi viết sau khi viết Nghệ An phong thổ ký, nhưng rồi vì chưa thỏa mãn, nên ông đã điều tra thêm, sưu tập thêm để viết thành Nghệ An ký. Nói cách khác, Nghệ An phong thổ ký và Nghệ An chí đều là "tiền thân" của Nghệ An ký.
Căn cứ vào bài Tựa Nghệ An phong thổ ký (vừa dẫn) và tiểu sử của Bùi Dương Lịch, thì ông làm ra sách này vào khoảng thời gian 1811-1812 (tức năm Ngô Nhân Tĩnh đến Nghệ An, rồi sai ông soạn sách), tức khi đang giữ chức Đốc học Nghệ An. Hai quyển sau là Nghệ An chí và Nghệ An ký, được ông soạn sau đó, có thể là vào những năm ông đã cáo quan về nhà.
Tìm hiểu về năm Nghệ An chí được khắc in, tra trong sách Đại Nam thực lục (Chính biên, đệ tứ kỷ) thì thấy có thông tin: năm Canh Tuất 1850, Bùi Thức Kiên (con của Bùi Dương Lịch, bấy giờ đang làm Thừa chỉ ở Nội các) có dâng lên vua Tự Đức 2 bộ sách của cha mình là Nghệ An ký và Bùi gia huấn hài. Có lẽ không lâu sau đó, Nghệ An ký được học trò hay con cháu tác giả đem khắc in (vì sách không viết rõ tên, mà chỉ đề là "Tồn Trai Bùi tiên sinh soạn" để tỏ lòng tôn kính). Tuy nhiên, vì bản sách mà ngày nay còn truyền (Thư viện Khoa học xã hội, ký hiệu A. 607) thiếu hẳn trang đầu, không có tựa, bạt, hay chú dẫn gì cả, nên không rõ được khắc in vào năm nào; chỉ phỏng đoán là khoảng đời Tự Đức, vì trong sách đã được kiêng húy cẩn thận (như chữ Nhậm [tên vua Tự Đức] được khắc bỏ nét ngang). 
Năm 2012, Nghệ An ký (bản dịch của Viện nghiên cứu Hán Nôm) được giới thiệu đầy đủ trong Tổng tập dư địa chí Việt Nam (tập 3).

## Nội dung (sơ lược)
Nghệ An ký gồm 2 quyển, khổ 28 x 18 cm, gồm 237 tờ (mỗi tờ 10 dòng, mỗi dòng 20 chữ), chữ khắc in dễ đọc, đầu sách không thấy có tựa hoặc bạt.
Sách có 3 chương lớn, là: Thiên chí (ghi về trời), Địa chí (ghi về đất) và Nhân chí (ghi về người). Đây là theo quan niệm "tam tài" (Thiên, Địa, Nhân) của Nho học, và được phân chia ra như sau:
- Quyển I (95 tờ), gồm "Thiên chí" và "Địa chí"

-Thiên chí nói về giới phận vùng trời của trấn Nghệ An (tức Nghệ An và Hà Tĩnh sau này). Ở đây có 2 mục:
-Thiên dã: nói về giới phận theo thiên văn, vị trí các sao trên trời.
-Thiên khí: nói về khí hậu.
-Địa chí (tức là địa lý hình thế ở trấn Nghệ An) có 5 mục:
-Cương vực (bờ cõi): nói về lịch sử địa lý và sự thay đổi của nó.
-Điều lý (mạch đất): nói về các vùng cao, vùng thấp.
-Núi non: có cả thảy 85 đơn vị, kể cả gò và đảo.
-Sông (có cả thảy 31 đơn vị gồm khe, suối, hồ, đầm) và cửa biển (12 đơn vị).
- Quyển II (142 tờ), chỉ có một chương "Nhân chí", viết về người ở trấn Nghệ An, chia làm 2 phần:

-Phần Đại cương gồm 2 mục: Khí chất (tâm tình và thể chất con người) và Sinh lý (đời sống kinh tế).
-Phần Nhân vật có 3 mục: Cổ đế (Việt Thường thị và Mai Hắc Đế), Văn nhân (150 nho sĩ có tên tuổi) và Võ tướng (31 người nổi tiếng). Đây phần chiếm nhiều nhất (142 tờ), và đáng chú ý là ở trong đó có cả tiểu truyện của Bùi Dương Lịch, tức tác giả .

## Giá trị
Là một nhân chứng của thời đại, lại thường đi du lãm khắp nơi trong xứ Nghệ, nên Bùi Dương Lịch biết nhiều và hiểu sâu về mảnh đất này. Ngoài ra, tác giả còn là một nhà giáo, lại có kinh nghiệm biên soạn địa chí, đồng thời cũng là người có tâm huyết, có một nhãn quan tiến bộ và khoa học…nên phần lớn sử liệu ở trong sách Nghệ An ký đều có "giá trị và đáng tin cậy"...Vì lẽ đó, tác phẩm đã được giới nghiên cứu đánh giá cao, chủ yếu về phương pháp biên soạn nghiêm túc, về nguồn sử liệu dồi dào và độc đáo .
Nhìn chung, mặc dù có một vài hạn chế (như chưa chú trọng mặt kinh tế và sinh hoạt của nhân dân), nhưng Nghệ An ký vẫn là bộ sách được biên soạn công phu, có giá trị về nhiều mặt, nhất là mặt địa lý lịch sử. Đặc biệt ở chương "Nhân chí" có một bản tự truyện đầy đủ về tác giả, với dụng ý trình bày những ghi chép về thời sự quốc gia mà tác giả có liên quan hoặc được tai nghe mắt thấy... Đó là điều đặc biệt quý đối với giới nghiên cứu lịch sử, chủ yếu là lịch sử thời kỳ cuối Lê sang triều Tây Sơn.

## Sách tham khảo chính
- Trần Văn Giáp, Tìm hiểu kho sách Hán Nôm. Nhà xuất bản Khoa học xã hội, 2003.
- Nguyễn Huệ Chi, mục từ: "Bùi Dương Lịch" trong Từ điển văn học (bộ mới). Nhà xuất bản Thế giới, 2004.
- Nguyễn Thị Thảo - Bạch Hào, "Bùi Dương Lịch và Nghệ An ký", in trong Tổng tập dư địa chí Việt Nam (tập 3). Nhà xuất bản Thanh Niên, 2012.